# Betula ermanii var. lanata
Betula ermanii var. lanata — ботаническая разновидность вида растений Берёза Эрмана (Betula ermanii) рода Берёза (Betula) семейства Берёзовые (Betulaceae). Возможное русскоязычное название - Берёза Эрмана разновидность шерстистая. Часто встречается под синонимичным названием Берёза шерстистая и тривиальным названием Берёза каменная.
В природе ареал вида охватывает восточные районы России — Иркутскую область, Якутию, Хабаровский и Приморский края, смежные районы Китая и Корейского полуострова.

## Ботаническое описание
Дерево высотой 3—15 м, на северной границе и в субальпийском поясе иногда встречается в виде кустарника. В густых насаждениях ветви прямые; на открытых местах и в редких насаждениях — растопыренные. Молодые ветви железистые, опушённые волосками двух родов: одни — очень короткие, густые бархатистые, рыжеватые, другие — длинные, редкие, беловатые.
Почки яйцевидные, реже грушевидные, туповатые, длиной 4—8 (до 9) см, шириной 2,5—5,5 (до 6) см, шерстистые, волосистые или войлочные. Листья при основании сильно косо-закруглённые, обрубленные или слабо сердцевидные, сверху заострённые, двоякозубчатые, молодые опушённые, взрослые сверху по жилкам волосистые, на волосистых черешках длиной 1,5—2 см.
Плодущие серёжки почти сидячие, торчащие или немного повисшие, яйцевидные или почти цилиндрические, длиной 1,5—2,5 см, диаметром 1—1,5 см. Прицветные чешуйки при основании длинно-клиновидные, от середины трёхлопастные; доли продолговато-линейные или лопатчатые, по краям мохнатые.
Орешек 2—3 мм, яйцевидный, вверху опушённый; крылья равны половине орешка или немного больше.

## Экология
Встречается в горах, на каменистых склонах, по краям россыпей, на водоразделах и в ущельях горных отрогов. У верхней границы леса образует пояс каменноберезняков, а в северных районах и вблизи моря спускается значительно ниже, встречаясь одиночно или группами в составе ельников и кедрово-широколиственных лесов.
Одна из наиболее хладостойких лиственных пород, в горах часто с уродливой кроной, местами приобретает стланиковую форму.
Доживает до 250—300 лет. Поражается главным — образом ложным и настоящим трутовиком.

## Значение и применение
Берёза шерстистая — одна из широко распространённых пород на Дальнем Востоке, но из-за отдалённости и трудности заготовок, а также из-за большой кривизны стволов в Приморье и Приамурье почти не используется. Используется на Камчатке, Охотском побережье, южных Курилах на постройки. Может быть использована для различных поделок и токарных изделий. Древесина сходна с древесиной берёзы Эрмана.

## Классификация

### Таксономия[8]
Betula ermanii var. lanata  Regel, 1861, Nouv. Mém. Soc. Imp. Naturalistes Moscou 13(2): 122 
Берёза Эрмана разновидность шерстистая входит в состав вида Берёза Эрмана (Betula ermanii) рода Берёза (Betula) семейства Берёзовые (Betulaceae) порядка Букоцветные (Fagales).
|  |                                      |  |                                   |                                   |                     |  | ещё 6 семейств | ещё 6 семейств |                   |  |                                        |  | еще 88 подтвержденных видов и 81 таксон, ожидающих подтверждения | еще 88 подтвержденных видов и 81 таксон, ожидающих подтверждения |  |
|  |                                      |  |                                   |                                   |                     |  | ещё 6 семейств | ещё 6 семейств |                   |  |                                        |  | еще 88 подтвержденных видов и 81 таксон, ожидающих подтверждения | еще 88 подтвержденных видов и 81 таксон, ожидающих подтверждения |  |
|  |                                      |  |                                   | порядок Букоцветные               |                     |  |                |                | род Берёза        |  |                                        |  |                                                                  |                                                                  |  |
|  |                                      |  |                                   | порядок Букоцветные               |                     |  |                |                | род Берёза        |  | Берёза Эрмана разновидность шерстистая |  |                                                                  |                                                                  |  |
|  | отдел Цветковые, или Покрытосеменные |  |                                   |                                   | семейство Берёзовые |  |                |                | вид Берёза Эрмана |  |                                        |  |                                                                  |                                                                  |  |
|  | отдел Цветковые, или Покрытосеменные |  |                                   |                                   |                     |  |                |                |                   |  |                                        |  |                                                                  |                                                                  |  |
|  |                                      |  | ещё 63 порядка цветковых растений | ещё 63 порядка цветковых растений |                     |  |                | ещё 5 родов    | ещё 5 родов       |  |                                        |  |                                                                  |                                                                  |  |
|  |                                      |  |                                   | ещё 63 порядка цветковых растений |                     |  |                |                | ещё 5 родов       |  |                                        |  |                                                                  |                                                                  |  |

### Синонимы
- Betula ermanii subsp. lanata  (Regel)  A.Skvorts.
- Betula ircutensis  Sukaczev
- Betula lanata  (Regel)  V.N.Vassil.
- Betula longilobata  Sipliv.
- Betula prochorowi  Kuzen. &  Litv.
- Betula vassiljevii  Dylis
- Betula velutina  V.N.Vassil.